# Aglio Bianco Piacentino
L'Aglio Bianco Piacentino (ail blanc de Plaisance) est une appellation qui désigne une production traditionnelle d'ail de la région de Plaisance dans la région de  l'Émilie-Romagne en Italie.
Cette production fait l'objet depuis le 14 octobre 2010 d'une demande d'attribution du label européen IGP « Aglio Bianco Piacentino ».
L'organisme de gestion et de promotion de l'Aglio Bianco Piacentino est la Cooperativa Produttori Aglio Piacentino (COPAP, coopérative des producteurs d'ail de la région de Plaisance), fondée en 1976 et dont le siège est sis à Monticelli d'Ongina. En 2010, s'est constitué un nouveau groupement d'exploitations individuelles pour l'obtention de l'IGP « Aglio piacentino », le Consorzio di produttori di aglio piacentino A.Bi.Pi (consortium des producteurs d'ail de Plaisance ABi.Pi.

## Caractéristiques du produit
L'appellation « « Aglio Bianco Piacentino » » est produite exclusivement à partir des variétés locales Ottolini et Serena. 

## Aire géographique
L'aire géographique de production de l'« Aglio Bianco Piacentino » couvre le territoire de 28 communes de la province de Plaisance :
- soit en totalité (17 communes) : Besenzone, Cadeo, Calendasco, Caorso, Castelvetro Piacentino, Cortemaggiore, Fiorenzuola d'Arda, Gossolengo, Gragnano Trebbiense, Monticelli d'Ongina, Piacenza, Podenzano, Pontenure, Rottofreno, Sarmato, San Pietro in Cerro, Villanova sull'Arda ;
- soit en partie (11 communes) : Agazzano, Alseno, Borgonovo Val Tidone, Carpaneto Piacentino, Castell'Arquato, Castel San Giovanni, Gazzola, Ponte dell'Olio, Rivergaro, San Giorgio Piacentino, Vigolzone.

## Fête
Chaque année, la « « Fiera dell'aglio » » (Foire de l'ail) se tient le premier dimanche d'octobre à Monticelli d'Ongina, commune située au centre de la zone de culture de l'ail blanc de Plaisance. Cette commune qui se vante d'être la capitale dell'aglio (capitale de l'ail), est jumelée avec d'autres cités connues pour leur production d'ail : Beaumont de Lomagne en France,  Gilroy en Californie (États-Unis) et  Takko-Machi au Japon.